# Corts de Montsó (1388-1389)
Les Corts de Montsó de 1388-1389, Corts Generals de la Corona d'Aragó, foren convocades per Joan I, a Saragossa estant, el 7 de setembre de 1388, per a celebrar-se el 3 de novembre a Montsó, però foren posposades fins al 13 de novembre, quan el rei presenta la proposició on expressa la seva intenció de recaptar dels presents consell i ajuda. I finalitzen, sense una cloenda solemne i amb una pròrroga de dos mesos que no arriba a res, l'1 de desembre de 1389.
Bonagent, de tot bon rey se pertany en son novell regiment de entendre en justitia e en bon stament de la sua Corona e de la cosa pública. E axí mateix, se pertany de bon fill seguir la honor e voler de son pare. Perquè nos, veents les corts generals d'aquests anys manades, començades e continuades per lo senyor rey nostre pare, les quals no hagueren aquella fi que haver degueren. Per ço, nos, moguts per lo ben públich e a supplicació de la reyna e de alguns de vosaltres, haven atorgat liberalment e benigne de tenir e continuar aquelles, segons que per nostres letres vos haven intimat, e de entendre e tractar en aquelles ab consell e ajuda de vosaltres.

## Qüestions tractades
Joan I proposa, d'una banda, l'aprovació d'unes constitucions que modificaven el sistema d'administració de justícia i l'organització de la seva casa, i d'altra, demana la concessió de subsidis per a fer front a les revoltes sardes i a la imminent invasió de Catalunya que estava preparant Joan III, comte d'Armanyac.
Les negociacions per aconseguir un acord sobre l'Ordinació de la justícia s'allargaren durant tot el període de sessions de les corts. Així, quatre mesos després de la inicial proposta del rei, les corts presenten altra proposta anomenada Nova ordinació de la justícia esdevenidora. Les dues propostes mantenen els seus partidaris i detractors, i les negociacions, quasi trencades al mes d'octubre de 1389, a finals del mateix mes queden tancades amb un acord.
Una part de les corts (el braç reial de Catalunya, Mallorca i la ciutat de València, i un grup de nobles i barons encapçalats per Alfons, marquès de Villena i per Hug de Llupià i Bages, bisbe de Tortosa) presenten una queixa contra els favorits de la cort, entre els quals destaca la dama Carroça de Vilaragut, considerada l'autèntica governadora de la casa del rei, i exigeixen l'expulsió d'alguns consellers. Després de molts incidents, entre els quals destaca l'apartament de la facció nobiliària acusadora de les corts a la vila de Calassanç per les amenaces del rei, Joan I acaba signant un edicte on es retira de la cort a la dama Carroça de Vilaragut.

## La representació dels territoris
A aquestes corts foren convocats representants d'Aragó, Catalunya, Mallorca i València, i mentre l'assistència de barons i prelats fou coberta majoritàriament per procuradors, la presència del braç reial fou important, amb 19 ciutats i viles d'Aragó, 19 de Catalunya i Mallorca, i 13 de València.

### Corts d'Aragó
El 25 de novembre de 1389 s'aproven una sèrie de capítols o furs, el més important sobre l'ofici del Justícia d'Aragó, mentre els altres tracten sobre els contenidors de vi i oli, els proxenetes, els drets de viduïtat, les impugnacions dels litigis, l'exili, els alliberaments i els salconduits, les taxes de les escriptures judicials i extrajudicials, i que els oficials reials siguin aragonesos.
Aquestes corts elegeixen una Diputació per a gestionar els seus acords en matèria fiscal, i la nomenen fins a la convocatòria de les properes corts.

### Corts catalanes
Els tres braços estigueren molt actius durant les sessions de Corts, especialment implicats en la denúncia dels favorits dels reis, però no s'acordà cap constitució ni acte de cort.
L'1 de juny de 1389 són elegits els tres diputats residents: Miquel de Santjoan, ardiaca de Girona, Jaume Marc, cavaller, i Bernat Gralla, ciutadà de Lleida; i el 3 de desembre, es nomena altra terna de diputats amb la tasca específica d'administrar els diners votats per les corts, formada per Ramon de Castlarí, abat de Ripoll, Berenguer de Cruïlles, cavaller, i Ferrer de Gualbes, ciutadà de Barcelona.

### Corts valencianes
El darrer dia de celebració de Corts, l'1 de desembre de 1389, els tres braços conjuntament ofereixen al rei un donatiu en forma de préstec a bon retre de 13.708 florins d'or d'Aragó en nou mesos, que es tornarien quan el rei expulsés les tropes del comte d'Armanyac. També nomenen aquestes corts 18 electes, que en una reunió al monestir de la Valldigna una volta acabades les corts, i per mandat d'aquestes, nomenen els diputats del General i els clavaris, i estableixen les mesures per a fer efectiu el donatiu: venda de censals per aconseguir diners de forma ràpida, recaptar el donatiu mitjançant el compartiment o imposts directes (un terç del total) i mitjançant les generalitats o imposts indirectes sobre el consum (els dos terços restants); i vendre les generalitats a recaptadors.
El mateix 1 de desembre, junt al donatiu, i en el mateix acte documental, s'aproven una sèrie de capítols o furs, alguns de forma perpètua, altres temporals, un és remès al duc de Girona i altre és refusat. D'aquests, els primers 8 capítols són presentats pels tres braços, i els darrers 6 capítols, pel braç reial. Els capítols dels tres braços demanen que es tornen a convocar les corts ara prorrogades, que el rei ordene la seva casa, que no es convoquen corts particulars mentre no sia finalitzada la cort general, que les cartes reials siguin signades també pel canceller o el vicecanceller, que siguin remeses totes les penes als tribunals ordinaris, que el governador i altres oficials reials siguin naturals dels regne de València, que el moro que es rescata dels seu senyor no pugui acaptar en el regne, i que les causes dels miserables siguin jutjades pels tribunals ordinaris i les causes en segona apel·lació no siguin tretes del regne. Mentre els capítols presentats pel braç reial tracten sobre la closa de la jueria de València, que els moros corsaris apressats pels armadors de València siguin executats pel Justícia criminal de la ciutat, que les eleccions dels lloctinents del justícia i del mostassaf de València siguin fetes per sorteig, que el privilegi sobre els imposts de València sigui estès a la resta de viles reials, que no es puguin alienar del patrimoni reial les viles d'Ontinyent i Biar, i que estiguin exempts aquests capítols del dret de segell.
Les corts també aproven l'adquisició i dotació militar d'una galera que tindria el seu centre d'operacions a la vila de Peníscola, estaria comandada per l'Orde de Montesa, i destinada a la defensa de la costa de la pirateria musulmana.